# Dambyn Chagdarjav
Dambyn Chagdarjav (mongol cyrillique : Дамбын Чагдаржав), né en 1880 à Selenge et mort le 31 août 1922 à Oulan-Bator fut une figure révolutionnaire mongole et l'un des sept premiers fondateurs du Parti du peuple mongol (PPM). Il a été premier ministre de Mongolie, au gouvernement provisoire au premier congrès du PPM, mais n'est resté en poste qu'un peu plus d'un mois, de mars à avril 1921. En 1922, sous le règne du Khan Bogdo Khan, une lutte de pouvoir l'a conduit à être accusé de conspirer pour renverser le gouvernement du Khanat. Il a été arrêté et exécuté avec le premier ministre Dogsomyn Bodoo le 31 août 1922.